# Atentado de Jerusalén de enero de 2017

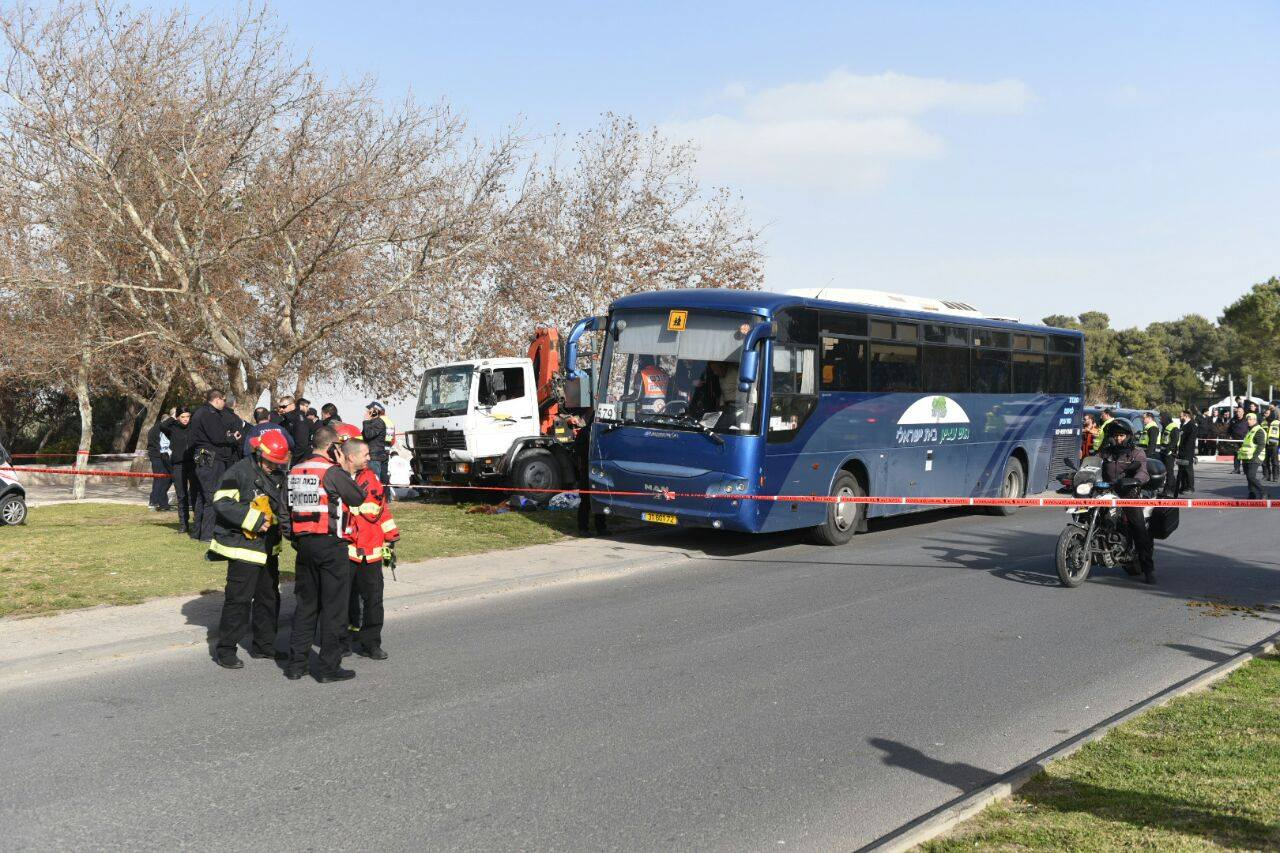
Imagen del camión atacante junto al bus que transportaba soldados israelíes.

El atentado de Jerusalén de enero de 2017 fue un hecho ocurrido el 8 de enero de 2017, cuando un ciudadano palestino arrolló con su camión a un grupo de soldados en Jerusalén, con un saldo de 4 muertos y al menos 17 heridos en la Ciudad vieja de Jerusalén.

## Ataque
Alrededor de las 13:00 hora local, el camión conducido por un ciudadano de Jerusalén Oriental arrolló a un grupo de soldados uniformados de las Fuerzas de Defensa de Israel (FDI) que desembarcaban de un autobús en la explanada Armon Hanatziv en el vecindario East Talpiot de Jerusalén, cerca del parque Trotner y de la sede de la Organismo de las Naciones Unidas para la Vigilancia de la Tregua. Un hombre y tres mujeres soldados murieron y 15 soldados resultaron heridos. De los heridos, dos estaban en estado crítico después del ataque. El atacante fue muerto a tiros por varios de los soldados y su guía civil. Funcionarios israelíes describieron el ataque como un "acto de legítima defensa contra la ocupación israelí en Palestina  ".

## Fallecidos
Las cuatro víctimas mortales eran soldados de las Fuerzas de Defensa de Israel que estudiaban en la escuela de oficiales de Haim Laskov: tres cadetes y un oficial;
| Nombre        | Rango       | Edad | Lugar de Origen |
| ------------- | ----------- | ---- | --------------- |
| Yael Yekutiel | Teniente    | 20   | Guivatayim      |
| Erez Orbach   | Subteniente | 20   | Alon Shvut      |
| Shir Hajaj    | Teniente    | 22   | Ma'ale Adumim   |
| Shira Tzur    | Subteniente | 20   | Haifa           |

El Ejército de Israel otorgó de manera póstuma a los cuatro soldados un ascenso de rango.

## Atacante
El atacante, Fadi al-Qanbar, era un palestino-israelí de 28 años, casado y con 4 hijos, residente del barrio de Jabal Mukaber, adyacente al lugar donde se produjo el ataque, cerca del asentamiento israelí de Armón Hanatziv, territorio ocupado de la zona oriental.

### Motivación
El atacante habría estado motivado por la promesa del presidente electo Donald Trump de mudar la embajada de Estados Unidos de Tel Aviv a Jerusalén. Familiares de Fadi al Qunbar relataron que el joven de 28 años había escuchado un sermón durante el fin de semana en una mezquita de Jerusalén Este en el que se predicaba en contra de la polémica medida.

## Consecuencias
Jerusalén amaneció blindada luego del ataque, y la policía israelí detuvo en un operativo a nueve personas, incluyendo a los miembros de la familia del atacante.
Por orden del primer ministro Benjamin Netanyahu, las fuerzas de seguridad acordonaron con bloques de cemento el vecindario y controlaron la entrada y salida de vehículos. Se reportó que por la noche palestinos lanzaron fuegos artificiales y piedras contra un puesto de policía, pero no hubo daños ni heridos.
Además, como represalia, se resolvió demoler la casa de la familia del atacante, en el barrio de Jabal Mukaber y que fue cercada por las fuerzas de seguridad tras el suceso. El Gabinete de Seguridad de Israel, también decidió rechazar los permisos de reunificación familiar solicitados por familiares de Al Qanbar para varios residentes en Cisjordania, tal como había pedido el ministro de Seguridad Pública, Guilad Erdan, y determinó que el cadáver del atacante no sería entregado a su familia. Se anunció que Israel actuaría de forma más dura contra los palestinos que se identifiquen con Daesh. Los sospechosos serán puestos bajo la llamada prisión administrativa, que implica que los afectados pueden ser encerrados por periodos de seis meses renovables sin que medie una acusación formal contra ellos. Esta práctica, ilegal según las leyes internacionales,  fue duramente criticada por los defensores de los derechos humanos.

### Comentarios de políticos de Israel
El Parlamentario de Israel Sharren Haskel en una entrevista a la BBC declaró que el ataque ocurrió tras las incitaciones de Mahmud Abás. 
El primer ministro israelí, Netanyahu, criticó a la Autoridad Palestina por no condenar el ataque y también criticó a los palestinos por elogiar el terrorismo. El ministro de Defensa Lieberman, mientras tanto, alegó que el ataque fue el resultado de los sermones incendiarios que el presidente del Estado de Palestina Mahmoud Abbas había ordenado predicar a los imanes en las mezquitas.

## Reacciones

### Países
- Alemania: En solidaridad con Israel, a pesar de que el atentado se efectuó en la parte este (palestina) de la ciudad, el Ministerio de Relaciones Exteriores de Alemania condenó el atentado en Jerusalén iluminando con los colores de la bandera israelí la Puerta de Brandeburgo, ubicada en Berlín, en conmemoración a las víctimas del ataque.[19]

- Argentina: condenó el atentado terrorista, comunicando que «El Gobierno argentino hace llegar su solidaridad y condolencias al Gobierno y pueblo de Israel y a los familiares de las víctimas, a la vez que desea una pronta recuperación de los heridos», según resaltó la cancillería.[20]

- Brasil: El Gobierno de Brasil conducido por Michel Temer, expresó: “Al reiterar su firme repudio a todo acto de terrorismo, cualquiera que sea su motivación, el Gobierno brasileño manifiesta su solidaridad y condolencias a los familiares de las víctimas”. Asimismo, el Ejecutivo brasileño hizo extensible su apoyo al “pueblo y al Gobierno de Israel” y expresó sus deseos “de pronta recuperación para los heridos” de este “ataque terrorista”.[21]

- Chile: El Gobierno de Chile expresó su rechazo ante el ataque terrorista ocurrido en Jerusalén, que dejó numerosos heridos y miembros del Ejército de Israel fallecidos.[22]

- Estados Unidos: El Gobierno estadounidense condenó de la manera «más contundente» el «brutal» asesinato de cuatro soldados israelíes en un ataque perpetrado con un camión conducido por un palestino, contra un grupo de militares en Jerusalén Este.[23]

- España: El Gobierno de España condenó firmemente el «cobarde ataque terrorista» perpetrado en Jerusalén.[24]

- Francia: El ministro francés de Exteriores, Jean-Marc Ayrault, comunicó que: «Francia, como siempre, se solidariza con Israel y está a su lado en la lucha contra el terrorismo y para garantizar su seguridad».[25]

- Países Bajos: El alcalde de Róterdam, Ahmed Aboutaleb, musulmán de origen marroquí, decidió hacer un gesto de solidaridad con Israel tras el atentado terrorista en Jerusalén que se cobró la vida de cuatro soldados de las Fuerzas de Defensa de Israel (FDI). La ciudad de Róterdam enarboló la bandera de Israel en el edificio de la alcaldía tras el ataque terrorista de Jerusalén que cobró la vida de cuatro oficiales de las Fuerzas de Defensa de Israel.[26]

- Paraguay:  Por medio de un comunicado, el Ministerio de Relaciones Exteriores de Paraguay «condena enérgicamente» el atentado terrorista que se produjo en la ciudad de Jerusalén.[27]

- Perú:  El Gobierno del Perú condenó de manera enérgica el atentado terrorista en la ciudad de Jerusalén, que dejó 4 soldados israelíes fallecidos y más de una decena de heridos y se solidarizo con las familias de los fallecidos, mediante un comunicado del Ministerio de Relaciones Exteriores de Perú.[28]

- Noruega: El Ministro de Relaciones Exteriores de Noruega Børge Brende escribió «Mis más sinceras condolencias a las familias de los muertos y mis pensamientos a las víctimas ya sus seres queridos».[29]

- Rusia: El Gobierno de Rusia condenó el atentado por medio de un comunicado de su Ministerio de Relaciones Exteriores.[30] El presidente Vladímir Putin dio su pésame al primer ministro israelí, según informó el servicio de prensa del Kremlin.[31]

- Uruguay: El Ministerio de Relaciones Exteriores de Uruguay condenó el hecho y mostró su solidaridad con el pueblo y gobierno de Israel por medio de un comunicado.[32][33]

### Organizaciones internacionales
- Unión Europea: condenó el asesinato de cuatro israelíes en ataque con camión en Jerusalén.[34]
- Naciones Unidas: El secretario general de Naciones Unidas, António Guterres, ha condenado el atentado perpetrado en Jerusalén Este.[35] El Coordinador Especial para el Proceso de Paz en Oriente Medio, Nickolay Evtimov Mladenov, escribió en Twitter que «Mis pensamientos salen a las víctimas del impactante ataque #terror en Jerusalén. Tiene que ser condenado por todos, ¡absolutamente ninguna excusa, ninguna justificación!»[36] El Consejo de Seguridad de la ONU condenó en los términos más enérgicos el ataque. En una declaración de prensa, el órgano de seguridad reiteró que el terrorismo en todas sus formas y manifestaciones constituye una de las amenazas más graves para la paz y la seguridad internacionales.[37]

### Organizaciones de Resistencia Palestina
- Hamás celebró el ataque en un comunicado. El vocero Abdul-Latif Qanou dijo que se trataba de un «acto heroico» y llamó a otros palestinos a hacer lo mismo y «escalar la resistencia». Qanou señaló que el ataque prueba que la violencia palestina no ha terminado, a pesar de un breve freno en los últimos días, aunque no se atribuyó crédito por el hecho.[2]

- El Movimiento Yihad Islámica Palestina calificó el incidente como una «respuesta natural de los palestinos a la agresión israelí en curso y su tratamiento violento del pueblo palestino».[38]